# Eikichi Yazawa
Eikichi Yazawa, né le 14 septembre 1949 à Hiroshima, est un chanteur et compositeur japonais. Souvent surnommé Ei-chan, Boss ou The king of Rock, il est une figure importante de la musique populaire au Japon. Il a notamment inspiré Tōru Fujisawa pour la création de son personnage principal, Eikichi Onizuka dans GTO. Yoko Yazawa du groupe The Generous est sa fille. 

## Biographie
1949 - 1967 : Son enfance à Hiroshima
Eikichi Yazawa est né à Hiroshima le 14 septembre 1949. Sa mère disparait alors qu'il n'a que 3 ans, laissant derrière-elle le jeune Eikichi et son père, gérant d'un magasin de bicyclette, qui décède d'une maladie liées aux radiations alors qu'Eikichi n'était qu'en deuxième année d'école primaire. Il est alors confié à sa grand-mère paternelle qui l'élève dans la pauvreté jusqu'à l'obtention de son diplôme. Harcelé à l'école, le jeune Eikichi développe sa philosophie "être grand", qui l'aide à surmonter et les brimades, et la pauvreté dans lesquelles il évolue.
Alors qu'il était au collège, il s'est mis à écouter la musique de The Ventures et des Beatles; sources d'inspiration qui l'intiment à se diriger vers une carrière de rockeur. Il  apprend alors à jouer de la guitare et compose sa première chanson I Love You, OK au début de l'année 1968.
1968-1975: Yokohama et le groupe "Carol"
En 1968, trois semaines après avoir eu son diplôme, Eikichi quitte Hiroshima en train pour se rendre à Tokyo. A cause de la longueur du trajet, il commence à avoir mal aux fesses à force de rester assis et décide alors de descendre du train et s'installe à Yokohama.
Alors qu'il tente de joindre les deux bouts par le biais de plusieurs petits emplois, il forme plusieurs groupes musicaux: "The Base" "E-set" et "Yamato", tous instables, les membres se succédant les uns les autres. Tous ces groupes performent principalement dans les clubs de la ville de Yokohama. Mais alors que le groupe Yamato se séparait, les tendances musicales japonaises se sont tournées vers la musique folklorique ce qui a entrainé la fermeture de la plupart des clubs de la ville.
Début 1972, Eikichi cherche à monter un nouveau groupe et recrute ses membres en collant des affiches dans les magasins de musique. C'est ainsi que se forme le groupe "Carol" avec Johnny Okura à la guitare secondaire et au chant secondaire, Toshikatsu Uchiumi à la guitare et Eikichi Yazawa assure la basse et le chant principal. Le groupe reçoit une large visibilité après son apparition dans l'émission du 1er octobre du programme télévisé "Live Young!" sur Fuji TV. Le 20 décembre de la même année, Carol sort son premier titre "Louisiana", produit par Mickey Curtis, qui avait repéré le groupe grâce à l'émission télévisée. Curtis leur présente aussi un batteur, You Okazaki, qui va devenir par la suite un membre à part entière du groupe.
Le style de musique de Carol est profondément influencé par les Beatles, en particulier la période où le groupe se produisait à Liverpool. Avec leur veste de moto, leur coiffure pompadour, leur premières tenues rock n roll ainsi que leurs reprises des titres "Johnny B. Good" et "You've really got a Hold on me", le groupe acquiert une certaine notoriété qui a grandement influencé la musique populaire japonaise. Leur plus grand hit, Funky Monkey Baby (sorti en juin 1973), est devenu un standard de la musique rock japonaise.
Deux ans plus tard, en 1975, le groupe Carol se sépare après leur tristement célèbre dernier concert au Hibiya Open-Air Concert Hall à Tokyo. Après avoir joué leur dernier titre Last Chance, des pétards ont accidentellement explosé et brûlé l'entièreté de la scène. Cet évènement est considéré comme la plus grande "légende d'Hibiya" de l'histoire de cette salle traditionnelle.
1975-1980: Début en solo
En Mai 1975, Yazawa s'envole aux Etats-Unis pour commencer une carrière solo après avoir signé chez CBS Sony. Son premier album solo "I Love You, OK" a été enregistré au studio A&M à Los Angeles et produit par Tom Mack, le producteur de la bande originale du film Le Parrain. Cet album a reçu un accueil mitigé parce que Yazawa a modifié son style de musique. Ainsi, sa première tournée solo "E-YAZAWA around Japan Part-1" s'est terminée de façon désastreuse; Yazawa n'a même pas rempli la salle de concert de la ville de Sasebo qui ne pouvait accueillir pourtant que 1500 personnes. Après cet épisode, il se jure de devenir l'artiste rock qui aura vendu le plus de disques au Japon. Cette promesse se cristallise dans son slogan "Remember Sasebo". Il a tout de même continué à faire des tournées dans tout le Japon pour montrer à son pays que le fondateur du groupe Carol était désormais un artiste solo.
Le 24 juillet 1976, il revient sur la scène du Hibiya Hall, sous le nom de La Star de Hibiya, avec un concert sold-out et un nouvel album "A Day". The Sadistic l'a accompagné lors de son concert. Sa tournée 33000 Miles Road Japan s'est composée de 66 concerts et Yazawa a progressivement gagné en popularité en tant que super star du rock japonais.
Après le succès remarquable de son troisième album Open Your Heart, Yazawa donne son premier concert en solo au Nippon Budokan le 26 août 1977 devant une salle comble de plus de 13 000 personnes. Son album live, Super Live Nippon Budokan, qui contient la majeure partie de ce concert, est sorti trois mois après le concert. Cet album est souvent décrit comme le meilleur album live de rock japonais.
1978 est considérée comme l'une des meilleures années de la carrière de Yazawa. Non seulement son quatrième album, Goldrush, qui a plus tard été classé n° 5 sur la liste des « 100 plus grands albums de rock japonais de tous les temps » de Rolling Stones Japan, s'est hissé à la première place des charts Oricon, mais son autobiographie Nari-Agari (Démarrage), éditée par le concepteur de jeux vidéo et auteur de publicités Shigesato Itoi, s'est vendue à plus d'un million d'exemplaires. Le 28 août, il a donné un concert au stade Korakuen devant 50 000 personnes. Il a également été classé au premier rang des musiciens les mieux payés par le gouvernement japonais, devançant la reine de l'Enka, Hibari Misora. L'année suivante, il s'est produit dans 96 lieux, dont le stade de Nagoya.
Malgré son succès, il ressent un vide après avoir réussi ce qu'il voulait. En 1980, il signe chez Warner Pioneer et déménage sur la côte ouest des Etats-Unis pour conquérir de nouvelles terres.
1981-1987: Carrière aux Etats-Unis
Yazawa s'installe à Los Angeles et commence à chercher des musiciens pour enregistrer son prochain album. En 1981, il sort son premier album en anglais: Yazawa. Cet album a été produit par Bobby Lakind des Doobie Brothers et Paul Barrere de Little Feat. Les musiciens qui ont participé sont John McFee, Patrick Simmons, Keith Knudsen, Cornelius Bumpus, Willie Weeks, Richard Hayward, Kenny Gradney et Mark Jordan. Il enregistre puis sort aussi son album Rising Sun pour le marché japonais.
En 1982, il sort le single Rockin' My Heart et son deuxième album en anglais, YAZAWA It's Just Rock'n'Roll, produit par Bobby et John McFee. Rockin' My Heart a été recommandé par le magazine Billboard dans son numéro du 19 février 1983. Il sort également l'album P.M.9 pour le marché japonais. En septembre, il entame sa tournée P.M.9 1982 E.YAZAWA Concert Tour avec John McFee, Richie Zito, Dennis Belfield, Keith Knudsen, Mark Jordan et Bobby LaKind. Cette tournée comprenait deux concerts au Budokan. John et Keith seront les musiciens à long terme des concerts de Yazawa jusqu'en 1996.
Les années suivantes, Yazawa sort un album en japonais, E' (1984), qui est le premier de ses albums produits par Andrew Gold. En 1985, il chante au Live Aid et son interprétation de la chanson Take It Time est diffusée dans le monde entier. Pendant cette période, le style musical de Yazawa pourrait presque être décrit comme AOR (Album-Oriented Rock), sous l'influence de ses amis américains. Malheureusement, le marketing de Yazawa aux États-Unis est inexistant, car Warner Pioneer ne fait pas de publicité et n'engage pas d'autres ressources pour l'album. La société a simplement distribué l'album par l'intermédiaire d'Elektra/Asylum, qui n'a pas eu à faire de publicité pour la musique de Yazawa. Eikichi s'en rend compte et décide de retourner dans son pays d'origine et de signer avec EMI Music Japan. En 1987, il sort son dernier album en anglais, Flash in Japan, only in America (réédité au Japon en 1999). Pendant la tournée Rock'n'Roll Knight 2 de cette année-là, le bassiste George Hawkins a rejoint le groupe de Yazawa et il a joué avec lui jusqu'en 2016.
1988-1999: Apparition dans les médias
En 1988, le premier album de Yazawa chez EMI, Kyohansha (traduit par Complice), est sorti. Cet album a été enregistré à Londres, avec des musiciens britanniques tels que Jaz Lochrie, Alan Murphy, Micky Moody et Jimmy Copley. Il a donné 76 concerts cette année, le dernier étant au Tokyo Dome (son premier concert dans cette salle). L'année suivante, il y a donné deux autres concerts. Lors de la tournée de 1990, "Rock'n'Roll Army", le claviériste Guy Allison s'est joint au groupe. Il en fait toujours partie.
L'album de 1991, Don't Wanna Stop, est un nouveau défi pour lui. La moitié de l'album a été enregistré à Londres par le producteur George McFarlane, et l'autre moitié a été produite à Los Angeles par Andrew Gold.
En 1992, il commence à apparaître dans la publicité du tout nouveau produit de café en boîte de Suntory, Boss. C'était une publicité très surprenante parce qu'il jouait le rôle d'un ouvrier malheureux, brisant l'impression de charisme de la musique rock. Durant cette période, Yazawa n'a cessé d'apparaître dans les médias. En 1994, il a joué dans le drame Ari Yo Saraba (traduit : Adieu, fourmis) en tant que professeur de biologie dans un lycée. Dans ce drame, il chante à la fois le thème d'ouverture et le thème de fin.
En 1995, 20 ans après ses débuts en solo, Yazawa a organisé la tournée "Just Tonight", qui comprend plusieurs concerts dans des stades ou des dômes (le Stade Yokohama, le Stade Hankyu Nishinomiya, Fukuoka Dome). Le groupe de ce concert (John McFee, Bruce Gowdy, George Hawkins, Keith Knudsen, Guy Allison) est considéré comme le meilleur ayant participé à des concerts de Yazawa.
En 1996, il a tenté quelque chose de nouveau en enregistrant son tout nouvel album en direct devant ses fans. Cet événement, "Open Recording Gig", est sorti en VHS et en DVD en même temps que l'album enregistré, Maria. En 1997, il est invité à "Songs and Visions", le festival de rock qui se tient au stade de Wembley, en tant qu'invité spécial et représentant de l'Asie, aux côtés de Rod Stewart, Jon Bon Jovi, Chaka Kahn et Robert Palmer. Il y a chanté "Don't Be Cruel" en solo, ainsi que "Heartbreak Hotel" et "Hey Jude".
En 1998, Yazawa a été escroqué d'environ 3,5 milliards de yens (environ 35 millions de dollars américains) pour un énorme projet de construction immobilière en Australie. Il lui a fallu plusieurs années pour rembourser la dette.
Il a également joué dans le film Ojuken (En français: examen d'entrée) dans le rôle d'un marathonien appartenant à une entreprise. Le 15 septembre 1999, le lendemain de son 50e anniversaire, il a donné un concert anniversaire intitulé "Tonight the Night !" au stade international de Yokohama, d'une capacité de 70 000 personnes, tenant ainsi la promesse qu'il avait faite dans son livre Nari-Agari. Nombreux sont ceux qui pensent que ce concert a été la meilleure performance de sa carrière ainsi que le meilleur concert de l'histoire de la musique rock japonaise.
2013-2021: Concerts aux dômes et pandémie
De 2013 à 2016, Eikichi Yazawa a réduit le nombre de concerts de ses tournées annuelles. Il a principalement conservé ses concerts dans de grandes villes comme Tokyo, Osaka, Fukuoka et Nagoya. En compensation de cette réduction, il a formé le groupe "Z's" avec de jeunes musiciens et a organisé des concerts dans des villes de province comme Miyazaki, Shizuoka, Akita, etc.
Durant Noël 2013, il a commencé à organiser un dîner-spectacle intitulé "Dreamer" au Grand Hyatt Tokyo. Ce spectacle a eu lieu aussi pendant les fêtes de fin d'année de 2014, 2016 et 2019. La version du jour de Noël 2016 est sortie en Blu-ray et DVD l'année suivante.
Le 5 septembre 2015, il performe "Rock in Dome", son 5e concert au Tokyo Dome. La salle est remplie d'une foule de plus de 50 000 personnes. Pour ce concert, il a filmé la vidéo de sa moto en Californie.
En 2017, il reprend sa tournée à grande échelle, Traveling Bus 2017. Cette tournée porte le nom de la tournée Traveling Bus de 1977, qui comprend le 1er Budokan en direct. Le groupe de cette tournée comprend Geoff Dugmore, Jeff Kollman, Guy Allison et Snake Davis.
En 2018, Eikichi fête ses 69 ans. Et parce qu'il a 69 ans (le chiffre 69 peut être lu comme "rock" en japonais), la tournée intitulée Stay Rock est organisée dans 5 villes, dont son premier concert au Kyocera Dome d'Osaka. La tournée se termine au Tokyo Dome le 15 septembre 2018. Ce live est diffusé à la télévision.
Deux concerts de la tournée 2019 "Rock Must Go On" ont été annulés en raison des maux de gorge de Yazawa. C'était la première fois qu'il annulait un concert. Il est revenu avec succès sur scène à Sendai, et la tournée s'est achevée au Osaka-jō Hall. Il avait prévu des concerts supplémentaires pour cette tournée en 2020, mais il les a annulés en raison de la pandémie de coronavirus. Pendant la pandémie, il a distribué trois Lives inédits sur des services de streaming. Yazawa est revenu sur scène à l'automne 2021. Lors de cette tournée, "I'm Back !! -Rock is Unstoppable-", il a donné 31 concerts dans 23 villes, dont 4 au Nippon Budokan.
2022-Aujoud'hui: les 50 ans du roi du rock
En 2022, 50 ans après ses débuts, Yazawa poursuit ses activités. En juillet, un festival de rock organisé par Yazawa lui-même a lieu. Le 27 août, il entame la tournée "My Way" des stades et dômes du 50e anniversaire en commençant par le stade national du Japon. La NHK a filmé une des répétitions en direct, le qualifiant de "roi du rock". Il s'agissait du premier concert organisé dans ce lieu avec du public (le groupe d'idoles Arashi a enregistré un concert sans public en 2020). La tournée s'est poursuivie au Fukuoka Dome le 17 septembre, au Kyocera Dome Osaka le 24 septembre.

## Discographie
Singles
- I Love You, OK (September 21, 1975)
- Mayonaka no Rock n' Roll (真夜中のロックンロール (lit. Rock n' Roll of Midnight)) (March 21, 1976)
- Hikishio (ひき潮 (lit. Ebb Tide)) (September 21, 1976)
- Kuroku Nuritsubuse (黒く塗りつぶせ (lit. Fill It With Darkness)) (June 21, 1977)
- Jikan yo Tomare (時間よ止まれ (lit. Let time stop)) (March 21, 1978)
- I Say Good-Bye, So Good-Bye (April 1, 1979)
- This Is A Song For Coca-Cola (March 10, 1980)
- Namida no Love Letter (涙のラブレター (lit. Love Letter of Tears)) (May 10, 1980)
- Love That Was Lost (抱かれたい、もう一度 (lit. I Want to Hold You, Once More)) (April 25, 1981)
- You (September 25, 1981)
- Yes My Love (February 20, 1982)
- Lahaina (April 10, 1982)
- Rockin' My Heart (October 9, 1982)
- Misty (June 29, 1983)
- Last Christmas Eve (November 16, 1983)
- The Border (March 10, 1984)
- Toubousha (逃亡者 (lit. Runaways)) (July 10, 1984)
- Take It Time (June 25, 1985)
- Believe in Me (May 25, 1986)
- Flash in Japan (May 13, 1987)
- Kyohansha (共犯者 (lit. Accomplice)) (July 6, 1988)
- New Grand Hotel (ニューグランドホテル) (September 21, 1988)
- Kuchizuke ga Tomaranai (くちづけが止まらない (lit. Can't Stop Kissing)) (November 30, 1988)
- Somebody's Night (April 26, 1989)
- Itoshi Kaze (愛しい風 (lit. Lovely Breeze)) (July 19, 1989)
- Ballad yo Eien ni (バラードよ永遠に (lit. Ballad Forever)) (October 11, 1989)
- Pure Gold (May 23, 1990)
- Yume no Kanata (夢の彼方 (lit. Over the Dream)) (April 19, 1991)
- Last Scene (ラスト・シーン) (May 31, 1991)
- Big Beat (December 11, 1991)
- Anytime Woman (June 3, 1992)
- Anytime Woman -English Version- (June 17, 1992)
- Tokyo (東京) (February 10, 1993)
- Tasogare ni Sutete (黄昏に捨てて (lit. Abandon in Twilight)) (October 27, 1993)
- Ari yo Saraba (アリよさらば (lit. Goodbye, Ants)) (April 27, 1994)
- Itsuno Hi ka (いつの日か (lit. Someday)) (May 25, 1994)
- Natsu no Owari (夏の終り (lit. End of the Summer) (February 8, 1995)
- Aozora (青空 (lit. Blue Sky)) (May 24, 1995)
- Maria (May 16, 1996) incl. vocals by Zeeteah Massiah
- Mouhitori no Ore (もうひとりの俺 (lit. Another Myself)) (November 7, 1996)
- Still (September 3, 1997)
- Anohi no Youni (あの日のように (lit. Like that Day)) (November 7, 1997)
- Chinatown (チャイナタウン) (July 29, 1998)
- Oh! Love Sick (June 30, 1999)
- The Truth (August 9, 2000)
- Tonight I Remember (October 25, 2000)
- Senakagoshi no I Love You (背中ごしの I Love You (lit. I Love You Through the Back) (August 29, 2001)
- Kusari wo Hikichigire (鎖を引きちぎれ (lit. Tear the Chains)) (July 26, 2002)
- Only One (August 24, 2005)
- Natsu no Owari (夏の終り (lit. End of the Summer) (September 5, 2007)
- Loser (February 25, 2009)
- Cobalt no Sora (コバルトの空 (lit. Sky of Cobalt Blue) (June 3, 2009)

Albums
- I LOVE YOU, OK (September 21, 1975)
- A Day (June 21, 1976)
- Open Your Heart (ドアを開けろ (lit. Open the Door)) (April 21, 1977)
- Gold Rush (ゴールドラッシュ) (June 1, 1978)
- KISS ME PLEASE (June 21, 1979)
- KAVACH (June 10, 1980)
- YAZAWA (August 5, 1981)
- RISING SUN (October 25, 1981)
- P.M.9 (July 10, 1982)
- YAZAWA (1981)
- It's Just Rock'n Roll (December 4, 1982)
- I am a Model (July 20, 1983)
- E' (July 25, 1984)
- YOKOHAMA Hatachi Mae (YOKOHAMA二十才まえ (lit. Yokohama, Before the age of 20)) (July 25, 1985)
- TEN YEARS AGO (November 28, 1985)
- Tokyo Night (東京ナイト) (July 25, 1986)
- FLASH IN JAPAN (May 18, 1987)
- Kyohansha (共犯者 (lit. Accomplice)) (July 21, 1988)
- Jyoji (情事 (lit. Love Affair)) (June 21, 1989)
- Eikichi (永吉) (July 31, 1990)
- DON'T WANNA STOP (July 5, 1991)
- Anytime Woman (June 24, 1992)
- HEART (March 31, 1993)
- the Name Is... (July 6, 1994)
- Somewhere in the Dark (この夜のどこかで (lit. Somewhere in This Night)) (July 5, 1995)
- MARIA (July 3, 1996)
- YES (August 8, 1997)
- SUBWAY EXPRESS (September 8, 1998)
- LOTTA GOOD TIME (August 6, 1999)
- STOP YOUR STEP (September 27, 2000)
- YOU, TOO COOL (September 7, 2001)
- SUBWAY EXPRESS 2 (September 4, 2002)
- Yokogao (横顔 (lit. Profile)) (September 1, 2004)
- ONLY ONE (September 14, 2005)
- Rock 'n' Roll (August 5, 2009)
- Twist (June 9, 2010)
- Only One -touch up- (July 6, 2011)
- Last Song (August 1, 2012)
- Itsuka, Sono Hi ga Kuru Hi made (いつか、その日が来る日まで... (lit. Until Someday that the Day would come...)) (September 4, 2019)

Albums Live
- THE STAR IN HIBIYA (November 21, 1976)
- Super Live Nippon Budokan (スーパーライブ　日本武道館) (November 21, 1977)
- LIVE Korakuen Stadium (LIVE 後楽園スタジアム) (December 5, 1978)
- The Rock 6.2.1980 NIPPON BUDOKAN LIVE (November 28, 1980)
- 1982 P.M.9 LIVE (March 26, 1983)
- STAND UP!! 5 Years Realive Document (February 15, 1989)
- Anytime Woman LIVE ALBUM (September 30, 1992)
- LIVE! YES, E (April 22, 1998)
- LIVE DECADE 1990~1999 (March 29, 2000)
- CONCERT TOUR "Z" 2001 (March 30, 2002)
- Live History 2000~2015 (March 5, 2018)